# 服部一敏
服部 一敏（はっとり かずとし、1929年10月14日 - ）は、図書館員、著述家。図書館情報学者。

## 経歴
東京市（現文京区）出身。1953年東京教育大学理学部卒。国立国会図書館勤務、専門資料部科学技術資料課課長補佐。1976-1977年イリノイ大学アジア資料センター客員講師。

## 著書
- 『辞書とつきあう法』ごま書房 ゴマブックス 1979
- 『図書館学大系 第2巻 マイクロ資料論』全国学校図書館協議会 1984
- 『惑星サイクル恐怖の法則 未来を知るカギは宇宙にあった!!』広済堂ブックス 1996

### 共著
- 『暦の読み方』茂木幹弘共著 日本実業出版社 1979
- 『通勤電車の中の知恵 毎日の2時間が楽しくなる本』茂木幹弘共著 日本実業出版社 1979
- 『速読・乱読・熟読のコツ 知識と好奇心を充電する確かな方法』明坂英二共著 こう書房 1982
- 『辞書と頭は使いよう』阪上順夫共著 ごま書房 1997

## 論文
- Cinii

## 注
1. ↑  『現代日本人名録』